# آکاسیای دکوری
آکاسیای دکوری (انگلیسی: Acacia decora) گیاه بومی منطقهٔ شرقی استرالیاست. این اسم به خاطر ویژگی دکوری بودن آن بر روی آن گمارده شده است.